# Triphiodoros
Triphiodoros (auch Tryphiodoros) war ein Dichter. Er lebte im dritten oder vierten Jahrhundert und kam aus Ägypten. Sein einziges überliefertes Werk ist Die Eroberung von Troja (griechisch Iliou Halosis bzw. lateinisch Excidium Ilii), ein Gedicht mit 691 Versen. Andere Titel lauten Marathoniaca und Die Geschichte von Hippodamea. Sein Schreibstil liegt zwischen dem des Nonnos von Panopolis und dem des Quintus Smyrnaeus.